# Conselhos de saúde (Brasil)
Os Conselhos de Saúde têm no Brasil a responsabilidade de deliberar sobre essa política pública, permitindo que os cidadãos, prestadores de serviços e gestores se reúnam para discutir e monitorar a implementação das iniciativas. Com o objetivo de tornar o processo mais democrático e representativo, esse modelo de participação procura contribuir para que as políticas de saúde atendam de forma mais eficaz às necessidades da população, ao mesmo tempo em que possibilita a fiscalização dos recursos públicos. Assim, os Conselhos de Saúde não apenas influenciam as decisões políticas, mas também visam que os serviços de saúde sejam mais bem geridos, com maior equidade e qualidade no atendimento à população. O papel de deliberação e supervisão torna os conselhos uma ferramenta essencial para garantir a transparência e a eficiência na gestão do Sistema Único de Saúde (SUS).
Tendo como base legal a Lei 8.142/90, que regulamenta a criação dos Conselhos de Saúde e das Conferências de Saúde, eles estão presentes em mais de 5.200 municípios e estados, envolvendo cerca de 64.000 conselheiros no Brasil.

## Democracia sanitária
A ideia de integrar a sociedade nas decisões sobre saúde pública tem ganhado força por meio do que se conhece como “democracia sanitária”. Esse conceito, com origens no contexto francês, se relaciona à democracia social e propõe que questões de interesse coletivo sejam discutidas entre cidadãos, representantes institucionais, empregadores e gestores públicos, especialmente quando se trata do bem-estar e do direito à saúde.
No Brasil, essa abordagem se dá por meio da participação direta da população nos processos decisórios que envolvem a política de saúde. Isso significa que as pessoas devem ter condições reais para influenciar o rumo das ações governamentais na área, seja opinando, propondo e/ou deliberando. Trata-se de zelar que o planejamento e a execução das políticas de saúde considerem, de fato, as necessidades da população e respeitem os princípios constitucionais.
O envolvimento popular na formulação dessas políticas é assegurado por dispositivos legais, como o artigo 198 da Constituição Federal e a Lei nº 8.142/1990. Esta última estabelece que a transferência de recursos federais aos estados e municípios depende da criação e do funcionamento de instâncias participativas, como os Conselhos e as Conferências de Saúde, além de órgãos representativos como o Conass (Conselho Nacional de Secretários de Saúde) e o Conasems (Conselho Nacional de Secretários Municipais de Saúde).
Os Conselhos de Saúde, por sua vez, são compostos de maneira paritária entre governo, profissionais de saúde, usuários e prestadores de serviço. Esses conselhos têm função deliberativa e fiscalizam tanto a formulação quanto a execução das políticas, acompanhando inclusive os aspectos financeiros. Suas decisões devem ser ratificadas pela autoridade competente em cada esfera governamental.
Além dos conselhos, as Conferências de Saúde, realizadas periodicamente em todas as esferas federativas, também exercem papel estratégico. Elas reúnem diferentes atores da sociedade e da gestão pública para discutir prioridades, avaliar indicadores e definir caminhos para o aperfeiçoamento do SUS (Sistema Único de Saúde). Assim como os Conselhos, funcionam como instâncias de participação institucionalizada.
O Conass e o Conasems cumprem papeis complementares. O primeiro fortalece a atuação das secretarias estaduais de saúde, enquanto o segundo representa os municípios, defendendo um modelo descentralizado de gestão sanitária, fundamental para atender às diferentes realidades locais.
Além dessas estruturas formais, outros meios de engajamento cívico também podem ser promovidos, como consultas públicas, audiências, referendos e plebiscitos. Todos esses mecanismos servem para ampliar o protagonismo da sociedade na condução das políticas de saúde, consolidando uma governança que respeita a pluralidade e busca respostas mais adequadas às demandas sociais.

## Conselho Nacional
O Conselho Nacional de Saúde (CNS) é um órgão permanente e deliberativo integrante da estrutura do Ministério da Saúde, com a função de supervisionar, propor e fiscalizar políticas públicas no âmbito do Sistema Único de Saúde (SUS). Instituído em 1937 e regulamentado atualmente pela Lei nº 8.142/1990, o CNS  funciona como um elo entre a sociedade civil e o poder público nas decisões relacionadas à saúde.
Sua composição é diversificada e paritária, contemplando diferentes segmentos da sociedade. Ao todo, são 48 membros titulares e seus respectivos primeiros e segundos suplentes, representando usuários do SUS, trabalhadores da saúde, gestores públicos e prestadores de serviços na área. A distribuição das vagas segue um critério de equilíbrio: 50% são representantes dos usuários, enquanto os outros 50% se dividem entre profissionais da saúde, gestores e entidades prestadoras de serviços, garantindo representatividade equitativa. A escolha dos conselheiros ocorre a cada três anos, por meio de processo eleitoral ou por indicação nos casos de representantes do governo e entidades como Conass e Conasems. A presidência do Conselho é definida internamente, entre os próprios membros eleitos.
As eleições mais recentes aconteceram em 11 de novembro de 2021, definindo os representantes para o triênio 2021-2024. A nomeação oficial foi publicada por meio da Portaria nº 3.261, de 24 de novembro de 2021, e a posse ocorreu em 16 de dezembro do mesmo ano.
O CNS conta com a participação ativa de diversos setores sociais, incluindo movimentos populares, instituições científicas, entidades empresariais e profissionais da saúde, tanto governamentais quanto não governamentais. Entre suas atribuições estão a realização de conferências e fóruns de discussão pública, a avaliação do Plano Nacional de Saúde a cada quatro anos, além da aprovação e acompanhamento do orçamento da saúde. Com essas funções, o Conselho atua para assegurar a implementação do direito à saúde universal, gratuita e de qualidade, como determinado pela Constituição Federal de 1988.

## Conselhos estaduais
Assim como nos conselhos municipais de saúde, os conselhos estaduais de saúde estão em todos os estados brasileiros, respeitando a regra que condiciona o repasse entre os fundos (lei nº 8.142/90).
Esses Conselhos buscam assegurar a participação equilibrada entre o governo, os profissionais de saúde, os usuários e os prestadores de serviços. Com um papel decisório, eles monitoram a criação e a implementação das políticas públicas, incluindo a supervisão dos aspectos financeiros. As resoluções tomadas por esses conselhos precisam ser aprovadas pela autoridade responsável em cada nível de governo.

## Conselhos municipais de saúde
Os conselhos municipais têm os mesmos objetivos gerais que os demais Conselhos (Nacional e Estadual), porém, operando no nível municipal, atuando na formulação de estratégias e no controle de execução da política de saúde do município.
Cada município traz uma especificidade para o funcionamento do Conselho, já que é criado a partir da Lei Orgânica do Município. No caso do município de São Paulo, por exemplo, o Conselho Municipal foi criado através da Lei Orgânica do Município de São Paulo, em 1990, sendo regido pela Lei Municipal 12.546 de janeiro de 1998.
Em termos gerais, todos os municípios precisam contar com um Conselho Municipal, essa é uma determinação legal (lei nº 8.142/90) que condiciona o repasse de verbas entre os Fundos de Saúde.

## Conselhos Locais de Saúde
Na maior metrópole brasileira, São Paulo, que abriga aproximadamente 10,5 milhões de habitantes, a distribuição desigual dos serviços públicos e as disparidades sociais são marcantes. Diante desse cenário, buscam-se mecanismos que ampliem a gestão compartilhada e a participação cidadã em diferentes áreas da cidade.
Esse situaçao não é exclusiva de São Paulo e se repete em diversas capitais da América Latina, onde as regiões periféricas geralmente abrigam os segmentos mais empobrecidos da população. Enquanto isso, as áreas centrais, historicamente mais favorecidas, concentram melhor infraestrutura e acesso a serviços, como saúde e hospitalização. Em contraste, os moradores das zonas periféricas enfrentam grandes dificuldades para obter cuidados médicos adequados.
No início deste século, como parte das ações voltadas à democratização da gestão em saúde em São Paulo, foram instituídos os Conselhos Locais de Saúde (CLS) em cada subprefeitura (31 no total), além de conselhos vinculados diretamente às unidades de saúde. Cerca de 2.500 pessoas participaram da implementação dessa rede, que promoveu encontros mensais ao longo de dois anos.
Cada conselho local conta com 48 integrantes — 24 titulares e 24 suplentes —, sendo metade oriunda da sociedade civil e metade ligada ao setor público, prestadores de serviços e profissionais da área de saúde. Os membros do governo são indicados por órgãos como a Secretaria Municipal de Saúde e os subprefeitos, enquanto os representantes da população e de prestadores privados são escolhidos por movimentos sociais, sindicatos e associações, por meio de assembleias públicas. Técnicos da área acompanham todo o processo eleitoral, assegurando sua lisura.
De acordo com a regulamentação vigente, o Conselho Municipal de Saúde (CMS) deve incluir representantes de movimentos sociais, sindicatos e entidades de pessoas com deficiência ou doenças crônicas. Nos conselhos locais, a composição segue uma divisão específica: 25% dos membros devem representar a administração pública, 25% os prestadores de serviço (tanto públicos quanto privados) e 50% a sociedade civil.

## Conselho Nacional de Secretários de Saúde
Desde os anos 1980, o Conselho Nacional de Secretários de Saúde (Conass), uma entidade criada por gestores estaduais de saúde, vem ganhando destaque como peça-chave na coordenação do setor público de saúde no Brasil. Constituída como uma organização autônoma, sem fins lucrativos, essa instituição tem exercido papel estratégico ao articular as ações dos estados e representar politicamente os secretários de saúde das unidades federativas, incluindo o Distrito Federal.
A organização surgiu com a missão de garantir maior protagonismo dos estados na formulação das políticas públicas. Desde o início da implementação do Sistema Único de Saúde (SUS), teve influência determinante na definição dos marcos legais e operacionais que sustentam o modelo descentralizado adotado no país.
Com o passar do tempo, suas atividades foram se expandindo. Além de defender os interesses estaduais em arenas decisórias nacionais, passou a colaborar ativamente na criação de normas técnicas, na luta por recursos financeiros mais justos para o setor e na formulação de políticas voltadas para a equidade e eficiência nos serviços de saúde.
Sua estrutura técnica também evoluiu, com a ampliação de equipes especializadas e a criação de mecanismos de apoio aos gestores estaduais. Por meio de programas de capacitação, incentivo à inovação e intercâmbio de experiências entre os entes federativos, a entidade se firmou como um centro de referência em conhecimento e prática em saúde pública. Com 14 câmaras técnicas e diversas publicações, seu acervo digital facilita o acesso à informação qualificada para profissionais do SUS em todo o país.
Em nível internacional, a organização tem mantido diálogo constante com instituições estrangeiras, universidades e organismos multilaterais, buscando parcerias e compartilhamento de estratégias para o fortalecimento de sistemas de saúde universais e sustentáveis.

## Conselho Nacional de Secretarias Municipais de Saúde
O Conselho Nacional de Secretarias Municipais de Saúde (Conasems) foi criado com o propósito de reunir e dar voz às secretarias municipais de saúde em todo o Brasil. Com o tempo, tornou-se uma entidade estratégica na articulação de políticas públicas, defendendo os interesses dos municípios no cenário nacional.
A partir da Constituição de 1988, o Conasems passou a desempenhar um papel essencial na transição para um modelo de saúde descentralizado, em que os governos locais adquiriram maior protagonismo na definição de políticas. Ao criticar o antigo formato centralizador — muitas vezes alheio às demandas regionais —, a entidade defendeu uma gestão mais participativa e condizente com as realidades locais, promovendo a municipalização como pilar do Sistema Único de Saúde (SUS).
Para o conselho, o fortalecimento do SUS dependia não apenas da execução eficiente das ações pelos municípios, mas também de sua participação ativa na criação das políticas públicas. Assim, a organização passou a investir no desenvolvimento das capacidades técnicas locais, incentivando parcerias, troca de conhecimentos e apoio institucional entre os entes federativos.
Atualmente, o Conasems se faz presente nos principais fóruns e instâncias de decisão relacionados à saúde pública no país. É uma referência em debates sobre financiamento, gestão de profissionais e defesa dos princípios fundamentais do SUS, reforçando seu papel como articulador e defensor da autonomia municipal no setor.

## Críticas aos conselhos
Apesar de serem concebidos como espaços essenciais para a participação cidadã na gestão do Sistema Único de Saúde (SUS), os Conselhos de Saúde enfrentam sérias limitações em sua atuação. Um levantamento feito nas áreas próximas ao Distrito Federal, por uma instituição de ensino superior, envolvendo 60 participantes de conselhos em 19 municípios pertencentes à Ride (Região Integrada de Desenvolvimento), trouxe à tona um cenário de baixa efetividade: os Conselhos Municipais de Saúde demonstram pouca eficiência e representam de forma insatisfatória a população local.
De acordo com o estudo, grande parte dos conselheiros não possui preparo adequado para exercer suas funções. A inexistência de políticas permanentes de capacitação dificulta que esses indivíduos atuem com autonomia e conhecimento nas atribuições que lhes cabem, minando a capacidade deliberativa e fiscalizadora dos conselhos.
Outro aspecto crítico é a pouca pluralidade entre os membros. A sub-representação de mulheres, pessoas negras, indígenas e juventudes mostra uma lógica de exclusão que vai contra os princípios de equidade e participação ampla previstos no SUS. Em muitos casos, o ambiente interno dos conselhos reproduz desigualdades sociais.
Há também conflitos internos de natureza política, que dificultam a construção de consensos e paralisam ações efetivas. A atuação de diversos conselheiros limita-se à simples presença nas reuniões, sem real envolvimento nos debates. Enquanto isso, os mais experientes ou influentes acabam monopolizando as discussões, perpetuando um modelo de participação desigual e restrita.
Por fim, destaca-se o alcance reduzido que as decisões dos conselheiros têm sobre os rumos das políticas públicas locais. Como as resoluções dos conselhos não possuem força legal obrigatória, os gestores têm liberdade para ignorá-las, o que enfraquece ainda mais a função fiscalizadora dessas instâncias e questiona sua relevância como instrumentos de controle democrático.